# Berberis griffithiana
Berberis griffithiana är en berberisväxtart som beskrevs av Schneider. Berberis griffithiana ingår i släktet berberisar, och familjen berberisväxter. Utöver nominatformen finns också underarten B. g. pallida.